# Sipyloidea nelida
Sipyloidea nelida är en insektsart som beskrevs av John, Rentz och Julio R. Contreras 1987. Sipyloidea nelida ingår i släktet Sipyloidea och familjen Diapheromeridae. Inga underarter finns listade i Catalogue of Life.